# Братская могила 867-и советских воинов (Кривой Рог)
Братская могила 867-и советских воинов и памятник воинам освободителям — памятник истории Великой Отечественной войны в Покровском районе города Кривой Рог.

## История
22 февраля 1944 года части 92-й и 15-й гвардейских стрелковых дивизий, 10-й гвардейской воздушно-десантной дивизии освободили от нацистских оккупантов северные рудники Кривого Рога. Погибшие в боях воины-освободители были похоронены в братской могиле в Жовтневом районе у центральной аллеи парка имени 50-летия Советской Украины (ныне Шахтёрский парк).
9 мая 1957 года установлена скульптурная композиция «Воин с флагом и склонённая на колено женщина». Авторы: скульптор М. К. Вронский, архитектор А. П. Олейник.
В начале 1970-х годов по данным Жовтневого военкомата установлены имена 144 воинов из 867 похороненных.
8 августа 1970 года, решением № 618 Днепропетровского облисполкома, памятник был взят на государственный учёт под охранным номером 1679.
В начале 1980-х годов установили 56 памятных плит из розового полированного гранита, два ряда по 14 плит на каждой могиле, на которых уже 497 установленных имён.
В 2014—2015 годах, в соответствии с решением Криворожского городского совета № 301 от 17 сентября 2014 года, проведена реконструкция.

## Характеристика
Расположена в Покровском районе по улице Ватутина в Шахтёрском парке (ранее имени 50-летия Советской Украины).
Представляет собой памятный комплекс из братской могилы советских воинов, надгробных плит с именами погребённых, вечного огня, скульптурной композиции солдата и женщины, ограждения вокруг.
Скульптурная композиция «Воин с флагом и склонённая на колено женщина» изготовлена из белого мрамора. Стоящий молодой воин в подпоясанной ремнём шинели держит в правой руке флаг, в левой — каску. Высота скульптуры 7 м. Прямоугольной постамент размерами 1,75×1,5 м и высотой 1,96 м, обложен плитами серого полированного гранита. Рядом фигура коленопреклонённой молодой женщины, в правой руке держащей венок из лавровых листьев, левой рукой поддерживающей накинутый на плечо платок.
Вечный огонь прямоугольной формы размерами 1,9×1,35×0,2 м, в центре — круглое отверстие диаметром 1 м.
Братская могила в виде двух прямоугольных газонов, размерами 14,45×4,35 м, расположенных на расстоянии 2,4 м друг от друга. В середине обоих газонов расположено по 28 памятных плит розового полированного гранита в два ряда по 14 плит размерами 0,8×0,5 м, на расстоянии 0,5 м друг от друга. Боковые части постаментов и памятных плит окрашены светлой краской.